# Олешанка
Олешанка (Олешонка) — река в Галичском районе Костромской области России, левый приток Осмы. Длина реки составляет 22 км, площадь водосборного бассейна — 59,3 км².
Исток реки северо-восточнее деревни Халдино в 12 км к северо-западу от Галича. Река течёт на север, протекает деревни Бакланово, Исяково, Селиваново, Олешь, Кузнецово, Губино, Новинское, Сушлебино. Впадает в Осму в 400 метрах выше от впадения самой Осмы в Нолю.

## Данные водного реестра
По данным государственного водного реестра России относится к Верхневолжскому бассейновому округу, водохозяйственный участок реки — Кострома от истока до водомерного поста у деревни Исады, речной подбассейн реки — Волга ниже Рыбинского водохранилища до впадения Оки. Речной бассейн реки — (Верхняя) Волга до Куйбышевского водохранилища (без бассейна Оки).
По данным геоинформационной системы водохозяйственного районирования территории РФ, подготовленной Федеральным агентством водных ресурсов:
- Код водного объекта в государственном водном реестре — 08010300112110000012274
- Код по гидрологической изученности (ГИ) — 110001227
- Код бассейна — 08.01.03.001
- Номер тома по ГИ — 10
- Выпуск по ГИ — 0